# Rudolf Svedberg
Rudolf Preven Svedberg, född 19 augusti 1910 i Njurunda församling, död 24 juni 1992, var en svensk brottare. Han representerade Sundsvalls AIK och vann två EM-guld (1935 och 1938) samt guld vid sommar-OS i Berlin 1936.

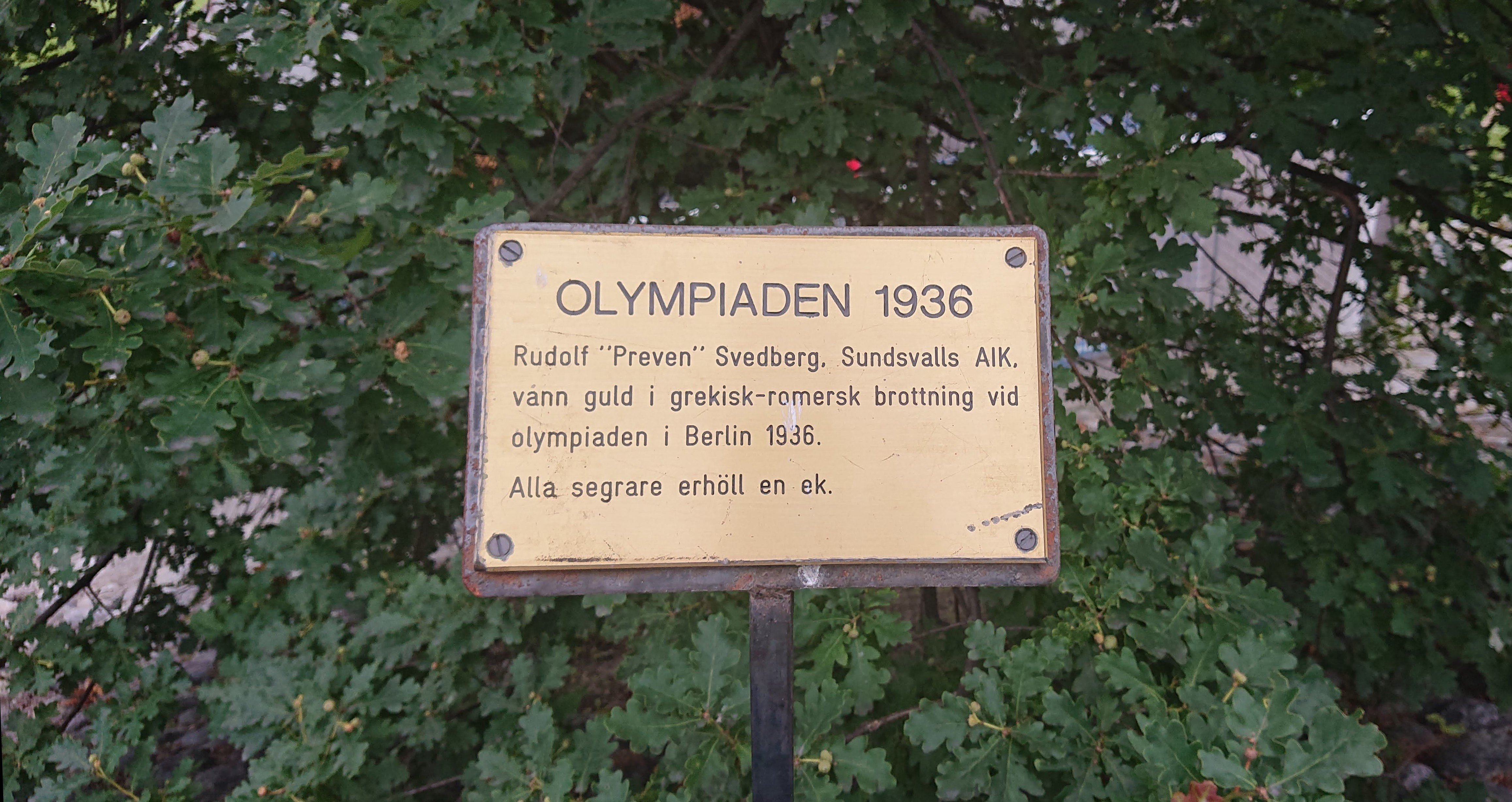
Minnesskylt i Idrottsparken i Sundsvall.

Den ekplanta som alla OS-guldmedaljörer 1936 förärades med, planterades i Idrottsparken i Sundsvall och fanns för beskådande där fram till 1980-talet då den togs bort eftersom den var i dåligt skick. Men 2008 planterades en ny ek på samma plats, under en ceremoni. 
Preven Svedberg var även landslagstränare för brottningslandslaget. Han avslutade sin karriär i Eskilstuna GAK där han även fostrade unga talanger. Preven tränade även ett antal utländska landslag som exempelvis turkiska, ryska och finska landslaget.

## Klubbar
- Sundsvalls AIK
- Eskilstuna GAK

## SM-meriter i brottning
- SM-guld i 74,0 kg 1934
- SM-guld i 74,0 kg 1935
- SM-guld i 74,0 kg 1936
- SM-guld i 74,0 kg 1937
- SM-guld i 74,0 kg 1938
- SM-guld i 74,0 kg 1939
- SM-guld i 74.0 kg 1941
- SM-guld i 90,0 kg 1942
- SM-guld i 74,0 kg 1944

## Mästerskapsmeriter i brottning
- EM 1935 i Köpenhamn, Danmark - EM-guld i Grekisk-romersk, 72.0 kg
- OS 1936 i Berlin, Tyskland - OS-guld i Grekisk-romersk, 72.0 kg
- EM 1938 i Tallinn, Estland - EM-guld i Grekisk-romersk, 72.0 kg